# Distretto di Tha Wang Pha
Il distretto di Tha Wang Pha (in thailandese: ท่าวังผา) è un distretto (amphoe) della Thailandia, situato nella provincia di Nan.